# Elezioni presidenziali negli Stati Uniti d'America del 1892
Le elezioni presidenziali statunitensi del 1892 si svolsero l'8 novembre.
Grover Cleveland tornò da New York per sfidare il presidente uscente Benjamin Harrison, e battendolo divenne il primo candidato eletto per due mandati non consecutivi e l'unico per 132 anni, fino alla vittoria di Donald Trump nelle elezioni del 2024. Cleveland, che aveva già vinto in termini di voto popolare contro Harrison nel 1888, si aggiudicò anche il voto elettorale nella rivincita. Divenne anche il primo democratico proposto come candidato tre volte consecutive, eguagliato e poi superato da Franklin Delano Roosevelt rispettivamente nelle elezioni del 1940 e del 1944. Solo William Jennings Bryan, già candidato nel 1896 e 1900, fu designato una terza volta, ma nel 1908, sicché le candidature non furono consecutive.
Alle elezioni parteciparono 44 stati, dopo che nel biennio 1889-1890 altri sei avevano aderito all'Unione: Dakota del Nord, Dakota del Sud, Idaho, Montana, Washington e Wyoming.

## Contesto

### Candidature

#### Partito repubblicano
Concorrenti repubblicani alla candidatura presidenziale:
- Benjamin Harrison, presidente degli Stati Uniti, dell'Indiana
- James Gillespie Blaine, già segretario di Stato degli Stati Uniti, del Maine
- William McKinley, governatore dell'Ohio.

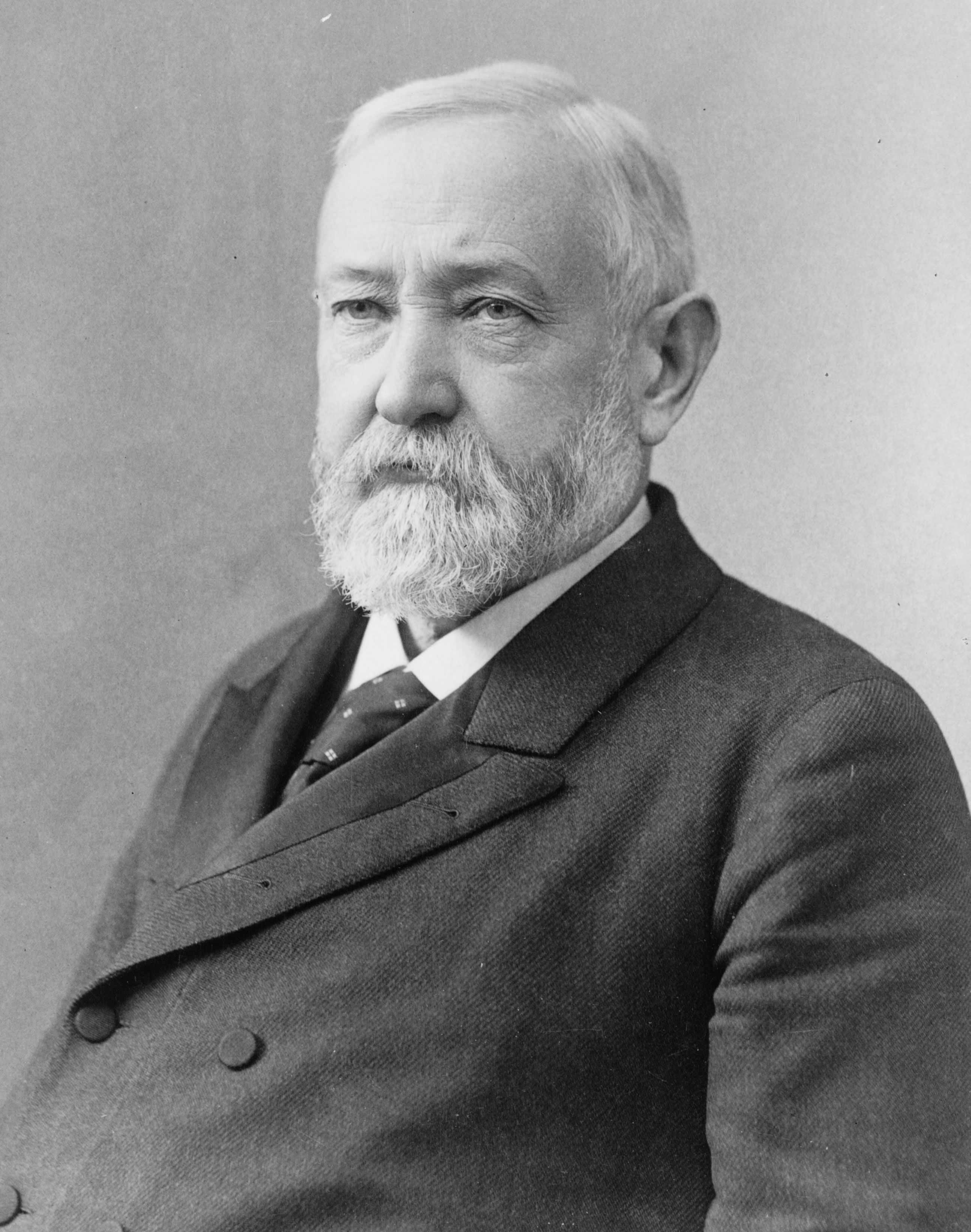
Benjamin Harrison
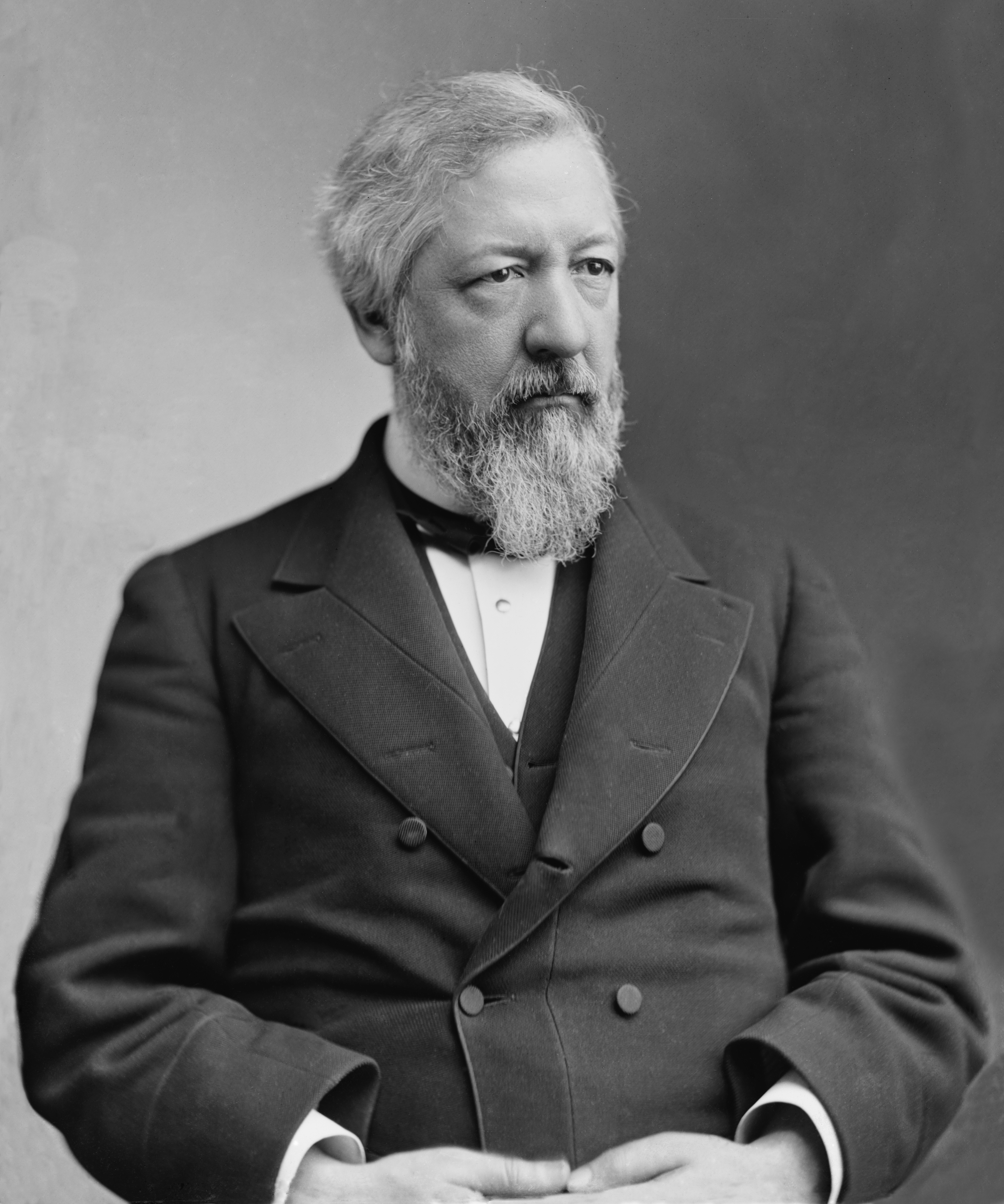
James G. Blaine
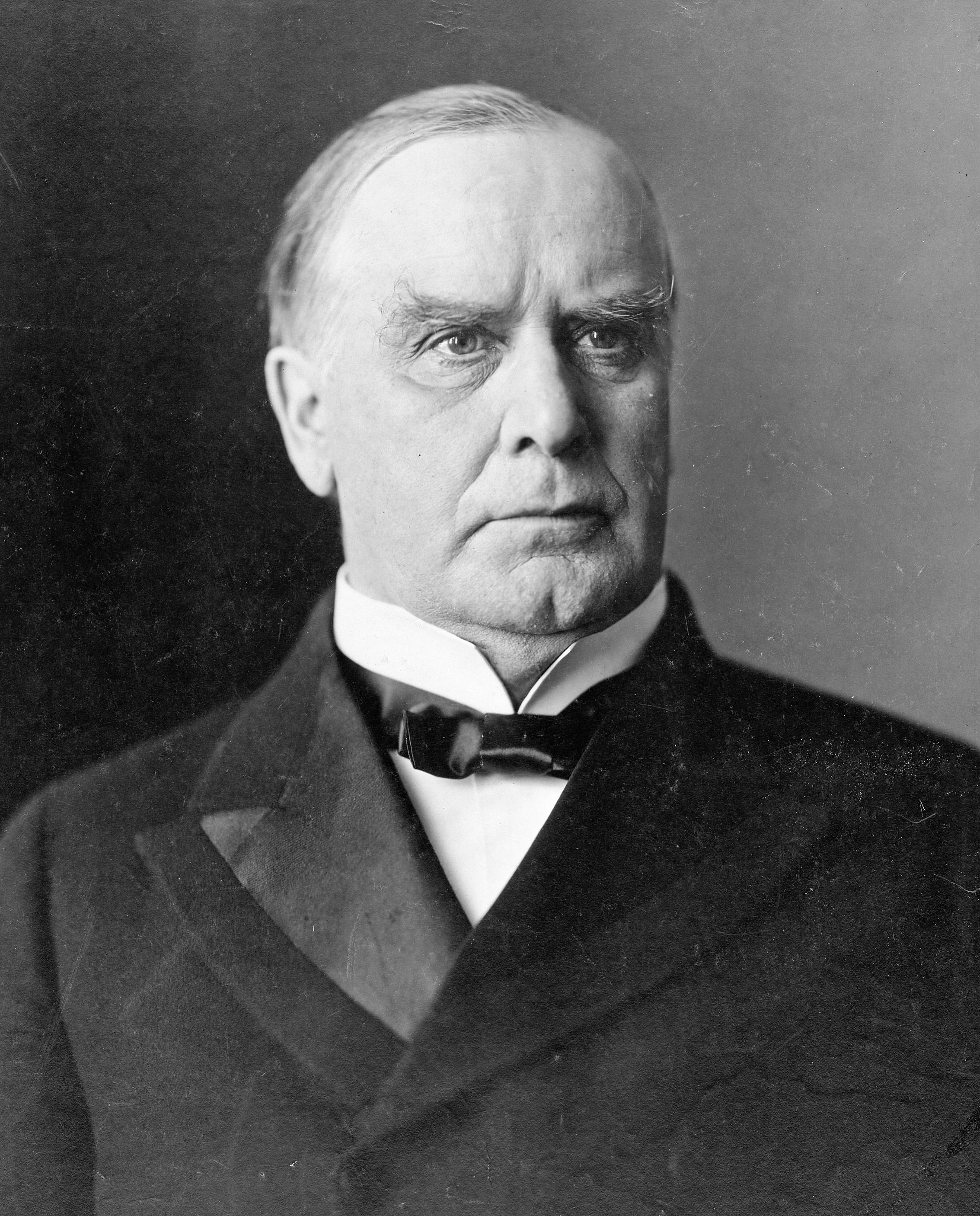
William McKinley

Harrison riottenne facilmente la nomination alla presidenza per i repubblicani a Minneapolis, ma non fu scelto all'unanimità. Ottenne invece 536 voti delegati, sufficienti per assicurarsi la designazione, contro i 183 di Blaine e i 182 di McKinley. L'editore del New York Tribune Whitelaw Reid fu scelto all'unanimità per sostituire il vicepresidente Levi Morton nella composizione del listino presidenziale.

#### Partito democratico
Concorrenti democratici alla candidatura presidenziale:
- Grover Cleveland, già presidente degli Stati Uniti, di New York
- David B. Hill, senatore di New York
- Horace Boies, governatore dell'Iowa
- John M. Palmer, senatore dell'Illinois.

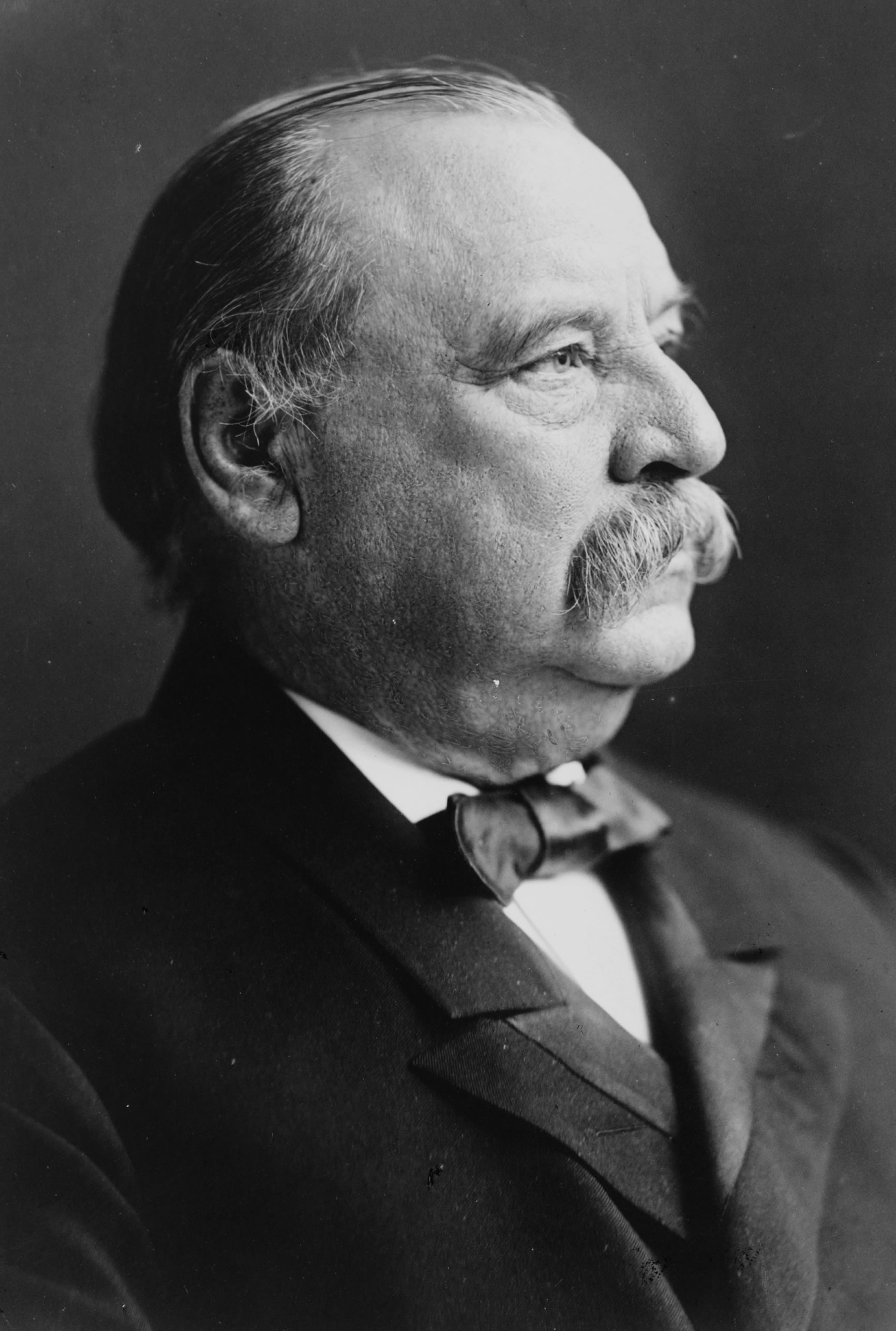
Grover Cleveland
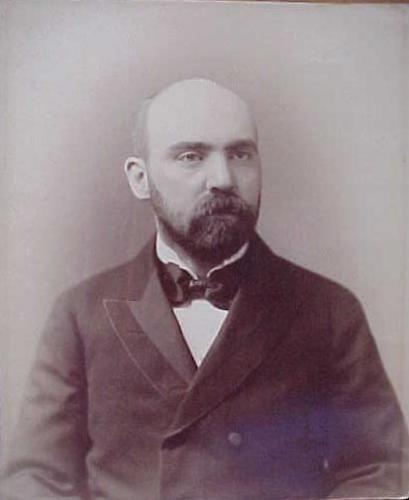
David B. Hill
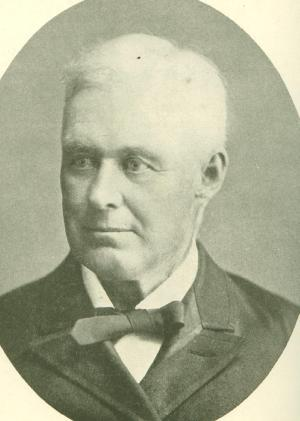
Horace Boies
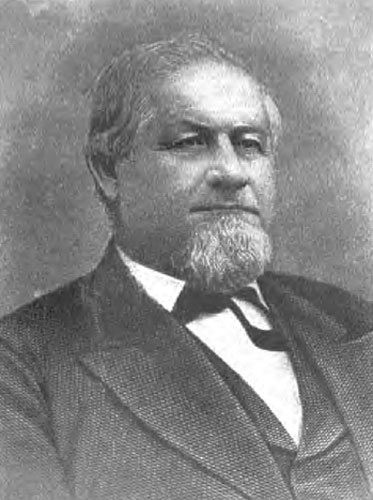
John M. Palmer

#### Altre candidature
Altri tre partiti schierarono candidati in queste elezioni. Il partito proibizionista designò John Bidwell per la carica di presidente e James Cranfill per quella di vicepresidente. Due partiti tentarono per la prima volta di conquistare la Casa Bianca: il Partito Populista, che schierò James Weaver e James Field, e il Partito Socialista Americano del Lavoro, che scelse Simon Wing e Charles Matchett.

### Campagna elettorale
Come già nel 1888, la questione dei dazi marcò la differenza strategica tra i democratici, liberisti, e i repubblicani, protezionisti. Un altro argomento chiave fu però anche la parità aurea, con i populisti che spingevano per un'inflazione più alta, da raggiungere grazie all'incremento del conio di monete d'argento, che avrebbe favorito gli agricoltori indebitati del sud e dell'ovest. La stretta ortodossia monetaria di Cleveland, fautore di un dollaro forte, gli garantì invece l'appoggio del mondo della finanza e degli affari all'est. Un'altra questione sul tavolo fu il lavoro, specie dopo che un grande sciopero alle acciaierie Carnegie culminò in scontri tra i picchetti degli operai e le guardie armate della proprietà, suscitando l'opposizione dei lavoratori all'amministrazione repubblicana.
Alla fine, i populisti conquistarono diversi stati dell'ovest, mentre il sud rimase in mano ai democratici, che vinsero anche nel nord-est industriale, consentendo a Cleveland una solida vittoria e al partito la maggioranza in entrambi i rami del parlamento.

## Risultati
| Candidati              | Candidati               | Partiti                       | Voti       | %     | Delegati |
| Presidente             | Vicepresidente          | Partiti                       | Voti       | %     | Delegati |
| ---------------------- | ----------------------- | ----------------------------- | ---------- | ----- | -------- |
| Grover Cleveland (NY)  | Adlai E. Stevenson (IL) | Partito Democratico           | 5 553 898  | 46,02 | 277      |
| Benjamin Harrison (IN) | Whitelaw Reid (NY)      | Partito Repubblicano          | 5 190 819  | 43,01 | 145      |
| James Weaver (IA)      | James G. Field (VA)     | Partito Populista             | 1 026 595  | 8,51  | 22       |
| John Bidwell (CA)      | James Cranfill (TX)     | Partito Proibizionista        | 270 879    | 2,24  | –        |
| Simon Wing (MA)        | Charles Matchett (NY)   | Partito Socialista del Lavoro | 21 173     | 0,18  | –        |
| Altri candidati        | -                       | -                             | 4 673      | 0,04  | –        |
| Totale                 | Totale                  | Totale                        | 12 068 037 | 100   | 444      |

- Fonti: National Archives - 1892 Presidential General Election Results